# Aulodesmus rugosus
Aulodesmus rugosus är en mångfotingart som först beskrevs av Carl Graf Attems 1929.  Aulodesmus rugosus ingår i släktet Aulodesmus och familjen Gomphodesmidae. Inga underarter finns listade i Catalogue of Life.